# 顶花板凳果
顶花板凳果（学名：Pachysandra terminalis）是黄杨科板凳果属的植物。分布于日本以及中国大陆的四川、湖北、浙江、陕西、甘肃等地，生长于海拔1,000米至2,600米的地区，常生于山区林下阴湿地，已由人工引种栽培，用於藥材或園藝。

## 别名
粉蕊黄杨（中国树木分类学） 顶蕊三角咪（中国高等植物图鉴）